# Politická ideologie
Politické ideologie jsou jedním z nejběžnějších významů slova ideologie. Původně s termínem ideologie přišel osvícenecký filosof Destutt de Tracy ve svém díle Éléments d'ideologie z roku 1795. Tento pojem sloužil k označení idejí, které jsou myšlenkovým základem pro praktické jednání lidí, politiku a morálku. Brzy však nabyl pejorativní význam, to když Napoleon Bonaparte začal teoretiky zastávající názory odtržené od praktických otázek nazývat ideology. Další osobností, která se problematikou ideologie zabývala, byl Karl Marx. Ten ji chápal jako odlesk materiálních vztahů, který si uchovává zdání reality jen díky nedostatečnému pochopení skutečných poměrů. Marxismus tudíž ideologie vysvětluje jako prostředek k legitimizaci daného společenského řádu a odmítá je jako idealistické a spekulativní. Následně podobné názory zastává i Karl Mannheim, který rozpracovává sociologii vědění.

## Funkce ideologie
Z negativního hlediska chápe ideologii část sociologů jako způsob, jak ospravedlnit politický řád, násilí, nelegální cestu k moci. Účelem některých ideologií je odvádět pozornost od problémů, neúspěchů a dávat naději v lepší budoucnost.
Ideologie v neutrálním slova smyslu, tedy jako soustava názorů, idejí a postojů souvisejících s podmínkami existence určité sociální skupiny, plní čtyři základní funkce:
- napomáhá v objasňování politických jevů a politické praxe
- umožňuje identifikaci s komplexním systémem hodnot
- umožňuje identifikaci s danou sociální skupinou
- poskytuje základní východiska pro formulaci politického programu a jeho cílů

Na západní demokracii měly od 19. století zásadní význam vliv konzervativní, liberalistické a sociálně-demokratické ideologie. V evropském prostoru se výrazně uplatnily též ideologie komunismu, fašismu, nacismu nebo anarchismu.

## Politické rodiny
Rozdělení politických stran do „politických rodin“ (familles spirituelles) podle německého politologa Klause von Beymeho:
- Liberální a radikální strany
- Konzervativní strany
- Socialistické a sociálně demokratické strany
- Křesťansko-demokratické strany
- Komunistické strany
- Rolnické strany
- Regionální a etnické strany
- Krajně pravicové strany
- Environmentální a zelené strany

## Dělení

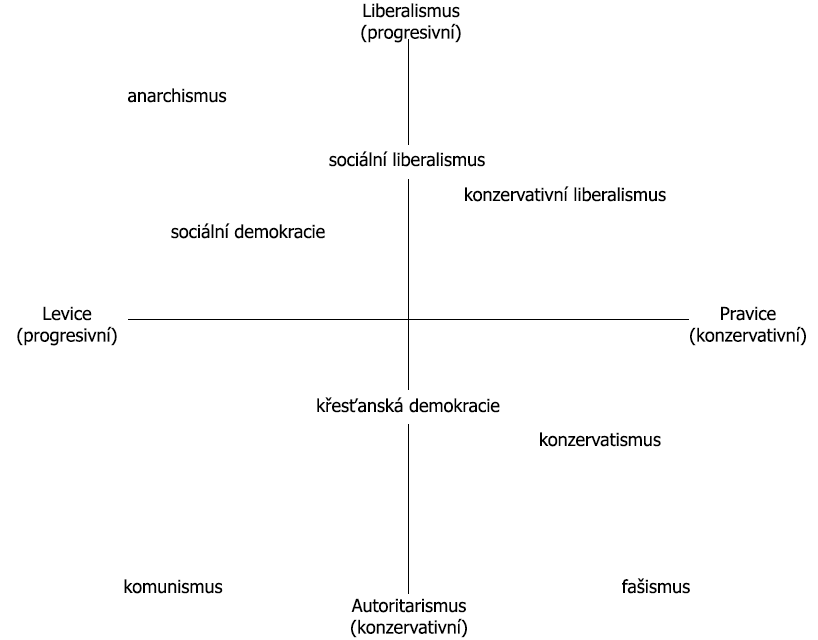
Politické spektrum

Politické ideologie je možné dělit podle různých hledisek, např. dle vztahu k pravici či levici, podle vztahu k konzervatismu či liberalismu, podle vztahu k demokracii, podle náhledu na roli a vliv státu, podle ochoty ke změnám nebo odkazů na dědictví. 
Levicová politika podporuje sociální rovnost mezi lidmi, zatímco pravicová politika hlásá, že nerovnost je přirozená a nevyhnutelná. V extrémním případě levice je rovnostářský komunismus a na druhé straně je nacismus s největšími sociálními rozdíly. Konzervatismus se brání rychlým změnám a podporuje tradici a národní zájmy, progresivní liberalismus naopak změny vítá a podporuje maximální svobodu jednotlivce, kterou klade nad zájmy jednotlivých států. 

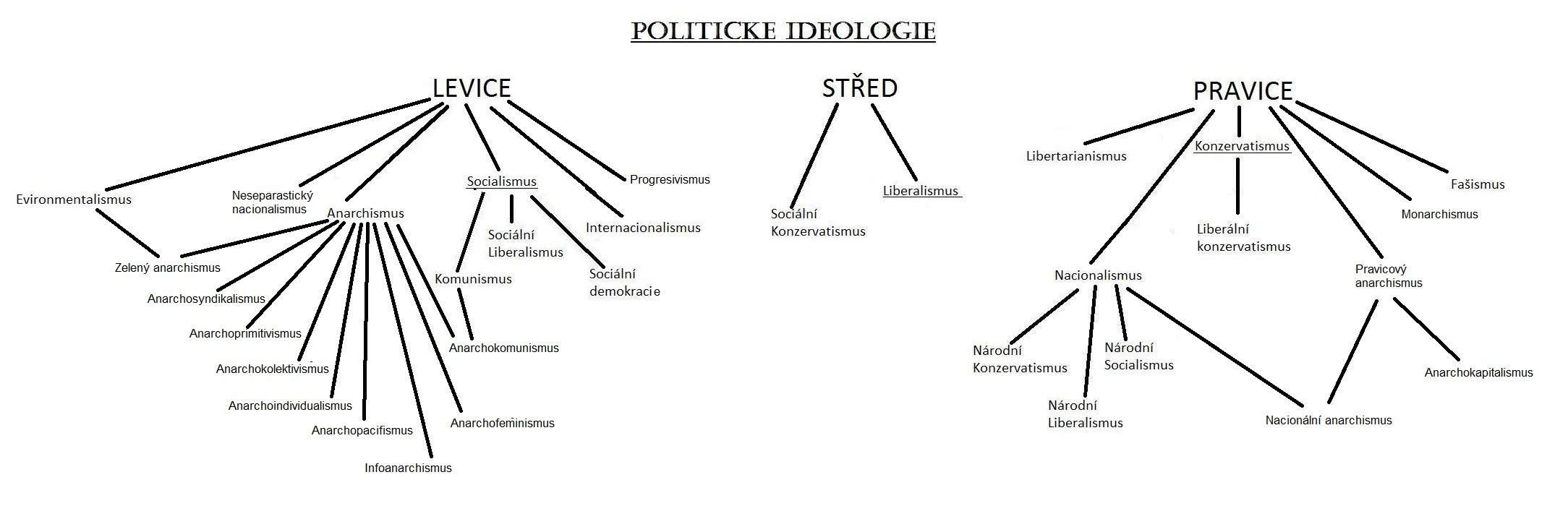
Graf politických ideologií podle Adama Stříbného

### Z hlediska pravo-levé osy politického spektra

#### Pravicové ideologie
Spektrum se pohybuje od principů, jakými jsou svoboda, individualismus, tradice, ochrana soukromého vlastnictví, až po principy jako autorita, řád, hierarchie, povinnost, reakce, nacionalismus a antikomunismus.
- Konzervatismus – proti změně, udržení momentálního statu quo, také korporativismus, protekcionismus, nacionalismus, monarchismus
  - Liberální Konzervatismus
- Nacionalismus
  - Národní liberalismus
  - Národní konzervatismus
  - Národní socialismus
  - Fašismus
- Liberalismus – uvolnění práv, deregulace, decentralizace
  - Libertarianismus
- Anarchokapitalismus

#### Levicové ideologie
Vyznačuje se sympatiemi pro takové principy, jakými jsou svoboda, rovnost, bratrství, kolektivismus, pokrok, sociální spravedlnost, podpora společného nebo státního vlastnictví, internacionalismus, feminismus, antikapitalismus a antifašismus.
- socialismus
  - sociální demokracie
  - sociální liberalismus
  - komunismus – revoluční charakter, centrální plánování, beztřídní společnost
    - Bolševismus
    - Stalinismus
    - Trockismus
    - Maoismus
    - Marxismus
    - Leninismus
    - Marxismus-Leninismus
- anarchismus
  - Anarchosyndikalismus
  - Anarchokolektivismus
  - Anarchokomunismus
- internacionalismus

#### Středové ideologie
- Křesťanská demokracie
- Sociální konzervatismus
- Environmentalismus
- Zelená politika

### Z pohledu ochrany kultury a společenství
Konzervatismus je dalším podstatným tématem, které strany rozděluje. Názory se pak projevují v liberalismu a progresivismu; dále na jedné straně proklamovaným internacionalismem a multikulturalismem, na straně druhé ve prospěch odkazování na kulturu předků odmítavým nacionalismem až agresivním rasismem, náboženskou a kulturní fóbií; nebo třeba národním protekcionismem, zaváděním cílených daní a cel jako v merkantilismu až k "potírání" úniků zisků do daňových rájů při mezinárodní konkurenční neschopnosti a k izolacionismu.

### Z pohledu na centrální roli státu
Některé názorové proudy staví na aktivní úloze státu, na přerozdělování skrze veřejné rozpočty, které se na jedné straně plní výběrem daní apod., na straně druhé se používají pro podpory, dotace a subvence čehokoli. Jiné názorové proudy výběry k přerozdělování kritizují s odkazem na zásahy do osobního vlastnictví, s odkazem na neefektivitu fondy spravujících úředníků a na korupci s přerozdělováním spojenou. Kritizují a popírají vůbec celou myšlenku státních zásahů do ekonomiky (Keynesiánství), kdy stát když chce ekonomice pomoci "napumpováním peněz", nejdříve tyto někde musí sebrat, takže uškodí více, než kolik pomůže, a to nejen díky úřednímu zpoždění, kdy tyto prostředky v ekonomice chybí, ale mj. i díky nekonstruktivní administrativě, která fakticky žádnou hodnotu nevytváří, stejně jako ani "rozbíjením oken" se snaze vytvoření pracovních míst a "práce jen pro práci". Naopak odmítají i aktivní pomoc ze strany státu s heslem "nechte nás být", laissez faire.

#### Ideologie procentralismus
Pro silnější a častější zásahy do ekonomiky: Stát ať řídí co nejvíce, centrální řízení shora dolů, lidé poslouchají stát.
- socialismus – zásahy do všeho
- komunismus – centrální plánování všeho
- fašismus – centrální řízení všeho

#### Ideologie proti centralismu
Konzervativní střídmost v zásazích, stát zasahuje méně způsoby a méně často. Skrze decentralizaci k samosprávě a řízení zdola nahoru, stát jako servisní organizace slouží občanům, ale nevládne jim.
- liberalismus – deregulace
- libertarianismus – volný trh, Laissez faire
- anarchismus – úplná dekonstrukce státu

### Z pohledu výměny osobních svobod za garance
Podle vztahu skupina vs. jednotlivec, podle typu garancí pro jednotlivce, zda je mu jeho potřeba státem aktivně dorovnána na určitou úroveň, nebo zda je garance jen pasivní, kdy mu pak jeho nedostatek alespoň není dále zhoršován.

#### Občané jako podílníci na státu
Své osobní svobody v každodenním životě aktivní občan konzumuje libovolně, vybírá ze záplavy existujících možností nebo i vytváří nové. Pluralita je pak jedním z předpokladů ve společnosti svobodných individuí. Naplnění potřeb sice nikdo negarantuje, ale také je nijak neomezuje. Garantováno je pasivním státem pouze to, že při nedosažení daného parametru už občan v tomto směru nemá vůči státu žádnou povinnost, stát mu situaci nezhorší. Občan od státu nemá žádný štít proti rizikům, veškerá zodpovědnost je jen na něm.
- libertarianismus – všechna práva až k hranici práv souseda, všechny zodpovědnosti. Pluralita s možností dobrovolného sdružování.
- anarchismus

#### Občané jako součást státu
V jinak představovaných společnostech už některé potřeby garantovány jsou, v aktivitě omezovaný občan je v daném směru státem aktivně pozdvihován na garantovanou úroveň, která je ovšem centrálně nastavena všem stejná, bez ohledu na preference toho kterého jednotlivce, ba i proti nim. Garantovaná aktivní pomoc ovšem přináší náklady, aby ty dary bylo odkud brát: přerozděluje se. Výběr se děje na základě povinnosti občanů, podle ideje vzájemnosti a "vyššího dobra celé společnosti", tedy na úkor jednotlivců. Je proklamována vzájemná rovnost. Občan a úředník spolu zápasí v rozdílných cílech, vzájemně si působí komplikace. Dochází ke zmechaničtění, zpaušalizování sociálních služeb, ze kterých se stávají továrny bez osobního přístupu: Uplatňuje se "každému to samé", ovšem bez ohledu na to, zda takové potřeby jednotlivce vůbec má nebo v jaké míře.
- socialismus – na principu přerozdělování

#### Občané jako nástroje státu
V extrému je garantováno vše do dané úrovně, ale také s popřením práv čehokoli nad danou úroveň. Proklamovaná vzájemná rovnost občanů je uplatňována nejen na momentální důchod, ale i na celkový stav a majetek. Totalitární společnost velkého státu je postavena na diktatuře direktivního sjednocení. Občan se musí podvolit a přizpůsobit kategorizaci úředníka, jinak bude potlačován jako nepohodlný. Na principu nadřazenosti celku nad jednotlivcem vládne stát, a to nejen při práci, ale i v účelu samotné existence jedince. Ten zůstává pasivní, svázán pravidly aktivního státu. Devalvace hodnoty jednotlivce: kolektivismus, budovatelství, nucené práce, eugenika, pokusy na lidech, kanónenfutr.
- komunismus – popření soukromého majetku, všechno je všech
- fašismus – popření práva sama na sebe: jednota, autorita a povinnost